# Orthogonioptilum kasaiensis
Orthogonioptilum kasaiensis är en fjärilsart som beskrevs av Abel Dufrane 1953. Orthogonioptilum kasaiensis ingår i släktet Orthogonioptilum och familjen påfågelsspinnare. Inga underarter finns listade i Catalogue of Life.